# Fran Govekar
Fran Govekar, slovenski pisatelj, dramatik, kritik in kulturni delavec, * 9. december 1871, Ig, Slovenija,  † 31. marec 1949, Ljubljana, Slovenija.
Govekar velja za načelnega in praktičnega začetnika naturalizma v slovenskem slovstvu. Okoli 1895 je po Zolajevem in francoskem zgledu razglasil t. i. novo strujo. Sočasno je v slovensko slovstvo uvedel ideje naturalistične smeri, npr. alkoholizem, nemoralnost, dednost.

## Življenje
Rodil se je v učiteljski družini. Na Dunaju je s pomočjo Knafljeve štipendije študiral medicino, vendar je študij po osmih semestrih opustil. Leta 1897 se je vrnil v Ljubljano. Sledila je poroka z učiteljico Minko Vasič, Fran je postal tudi eden glavnih urednikov Slovenskega naroda. K sodelovanju je vabil tudi mlajše pisatelje, med njimi Ivana Cankarja. Leta 1901 se je zaposlil kot magistratni uradnik, kar je ostal do leta 1931. Medtem je urejal tudi revijo Slovan in bil gledališki intendant s podporo tedanjega ljubljanskega župana Ivana Hribarja. Javnemu mnenju navkljub je namesto Cankarjevih dram uprizarjal svoje, zato je moral leta 1906 zaradi nepriljubljenosti odstopiti. Umrl je v Ljubljani leta 1949.

## Dela
- povest Ljubezen in rodoljubje (1896)
- povest Sama svoja (1895)
- zbirka zgodb O te ženske (izbor, 1897)
- roman V krvi (1896)
- povest Suzana (1900)
- nedokončani roman Nad prepadom (1905)
- zgodovinski roman Svitanje (1919–1920)
- dramatizacije Levstikovega Martina Krpana, Jurčičevih Rokovnjačev in Desetega brata
- soavtorstvo libreta s Petrom Golovinom za opero Višnjani ...

### Prvi slovenski naturalistični roman V krvi
Roman V krvi je poskus naturalističnega romana, ki pa se od svojega vzornika (Nana, Emile Zola) močno razlikuje. Medtem ko Zola upošteva tri vplive determiniranosti – dednost, okolje in čas, se Govekar kot navdušen študent anatomije omeji le na podedovane lastnosti. Močna pa je kritika meščanske družbe, F. Bohanec pravi, da »Slovenci do Govekarjevega romana nismo imeli tako ostre in žgoče kritike mladega nastajajočega slovenskega meščanstva.« Ravno tako v nasprotju z naturalizmom obsoja zaznamovane z dednostjo, namesto da bi jih opisoval s sočutjem. Glavna oseba v romanu Tončka je hči loteristke in javne grešnice; zaradi lepote se bogato poroči, nato se pusti zapeljati lažnivcu in na koncu pristane na dnu kot izgubljena dunajska prostitutka. Zaveda se svojega propada in svoje zaznamovanosti po materini strani.